# Théâtre national d'opéra et de ballet de Minsk

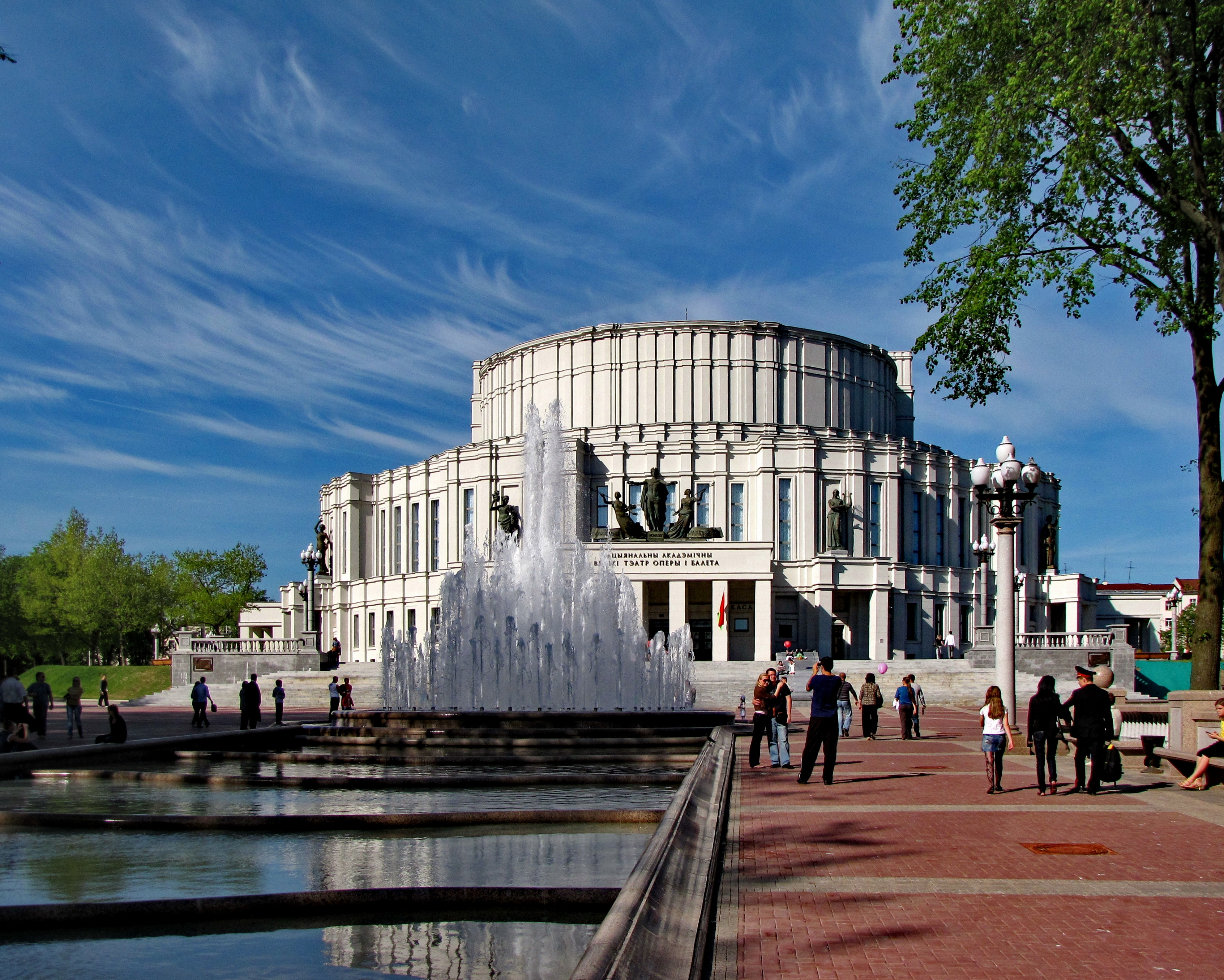
Théâtre national d'opéra et de ballet de Minsk

Le Grand théâtre national académique d'opéra et de ballet de la république de Biélorussie (en biélorusse : Нацыянальны акадэмічны Вялікі тэатр оперы і балета Рэспублікі Беларусь) est un théâtre situé dans le faubourg de la Trinité, à Minsk.
Le bâtiment actuel, de style constructiviste, est inauguré en 1939. Il est l’œuvre de l’architecte soviétique d'origine biélorusse, Iossif Langbard, dont le plan original n’a été que partiellement exécuté ; en effet, certains détails ont été omis pour cause, entre autres, de problèmes financiers. Les reliefs du théâtre sont signés Zaïr Azgour.

## Histoire

### Les débuts
Le premier théâtre permanent de Biélorussie est créé en 1933 à partir du Studio d’État d’opéra et de ballet (dont l’organisateur est le célèbre chanteur d’opéra Anton Bonatchitch (ru)). Il devient ainsi le premier directeur du nouveau théâtre, mais il ne reste en poste que très peu de temps puisqu’il meurt en 1933.
La première représentation, Carmen de Georges Bizet, a lieu le 25 mai 1933, avec Larissa Alexandrovskaïa dans le rôle-titre. Elle se déroule, ainsi que toutes les représentations jusqu’à l’inauguration du bâtiment actuel, sur la scène du Théâtre biélorusse d’art dramatique (l’actuel théâtre national académique de Biélorussie Yanka Kupala).
C’est en 1934 que commence la construction colossale du nouveau bâtiment de style constructiviste, selon un projet du célèbre architecte soviétique Iossif Langbard. Les travaux prennent place sur le lieu historique du marché de la Trinité et durent cinq ans. À noter que les plans initiaux sont modifiés en 1937 pour diminuer les dépenses et, par conséquent, les dimensions du bâtiment. Enfin, ce dernier est inauguré le 10 mars 1938.
Le Lac des Cygnes est la première œuvre représentée sur la scène du nouveau théâtre. Elle sera suivie, entre autres, par Le Prince Igor, Eugène Onéguine et La Dame de pique.
Les premiers opéras biélorusses sont mis en scène durant les années 1939-1940, ainsi que le premier ballet biélorusse, Le Rossignol de Mikhaïl Krochner.

### Seconde Guerre mondiale

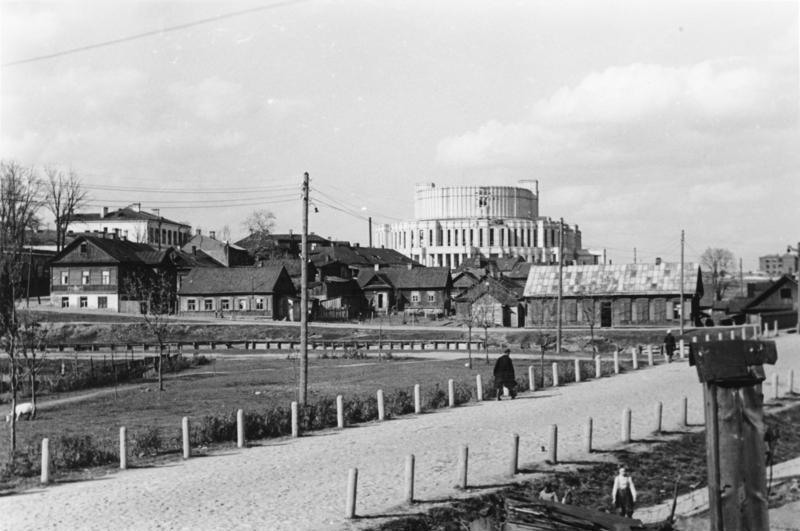
Le théâtre durant la guerre

Durant l’occupation allemande, entre 1941 et 1944, le bâtiment subit des dégâts : dès les premiers jours de combat, une bombe lui tombe dessus, détruisant la salle de spectacles. Les forces d’occupation transforment alors le bâtiment à demi détruit en écuries. Ils pillent également les meubles et la décoration pour les rapporter en Allemagne. La troupe et le personnel du théâtre se réfugient à Gorki puis à Kovrov.

### Après-guerre
Après la libération de la ville par les troupes soviétiques (1944), le théâtre est reconstruit et amélioré par l’apparition de balcons en étages dans la salle de spectacles. En tout, les travaux dureront trois ans pour s’achever en 1948. Un parc, également dessiné par Langbard, est aménagé autour du théâtre.
La troupe et le personnel du théâtre retournent à Minsk dès la libération de la ville et reprennent leurs activités dans un premier temps à la Maison des Officiers (ru).
En 1947, la première représentation est un des meilleurs opéras biélorusses, Кастусь Каліноўскі de Dmitri Loukas, par le metteur en scène Boris Mordvinov (ru), qui met en scène également Alessia de Tikotski (ru), La Dame de pique, Rigoletto, Le Prince Igor, La Fiancée vendue, Une vie pour le tsar, Le Don paisible et les ballets Prince-Lac de Zolotariov (ru) et Le Pavot rouge de Reinhold Glière. Le répertoire complet d’avant-guerre n’est restauré qu’en 1949. À la fin des années 1940 et au début des années 1950 sont mis en scène des œuvres qui sont devenues les classiques du théâtre : les ballets Prince-Lac de Zolotariov, Alessia de Tikotski ou encore les opéras Boris Godounov, Sadko, Une vie pour le tsar, Mazeppa, etc. Le premier opéra pour enfants, Marynka, est à l’affiche en 1955.
De nouveaux travaux de restauration ont lieu en 1967, lors desquels le théâtre reçoit son toit en forme de casque. De nouveaux travaux ont lieu en 1978.

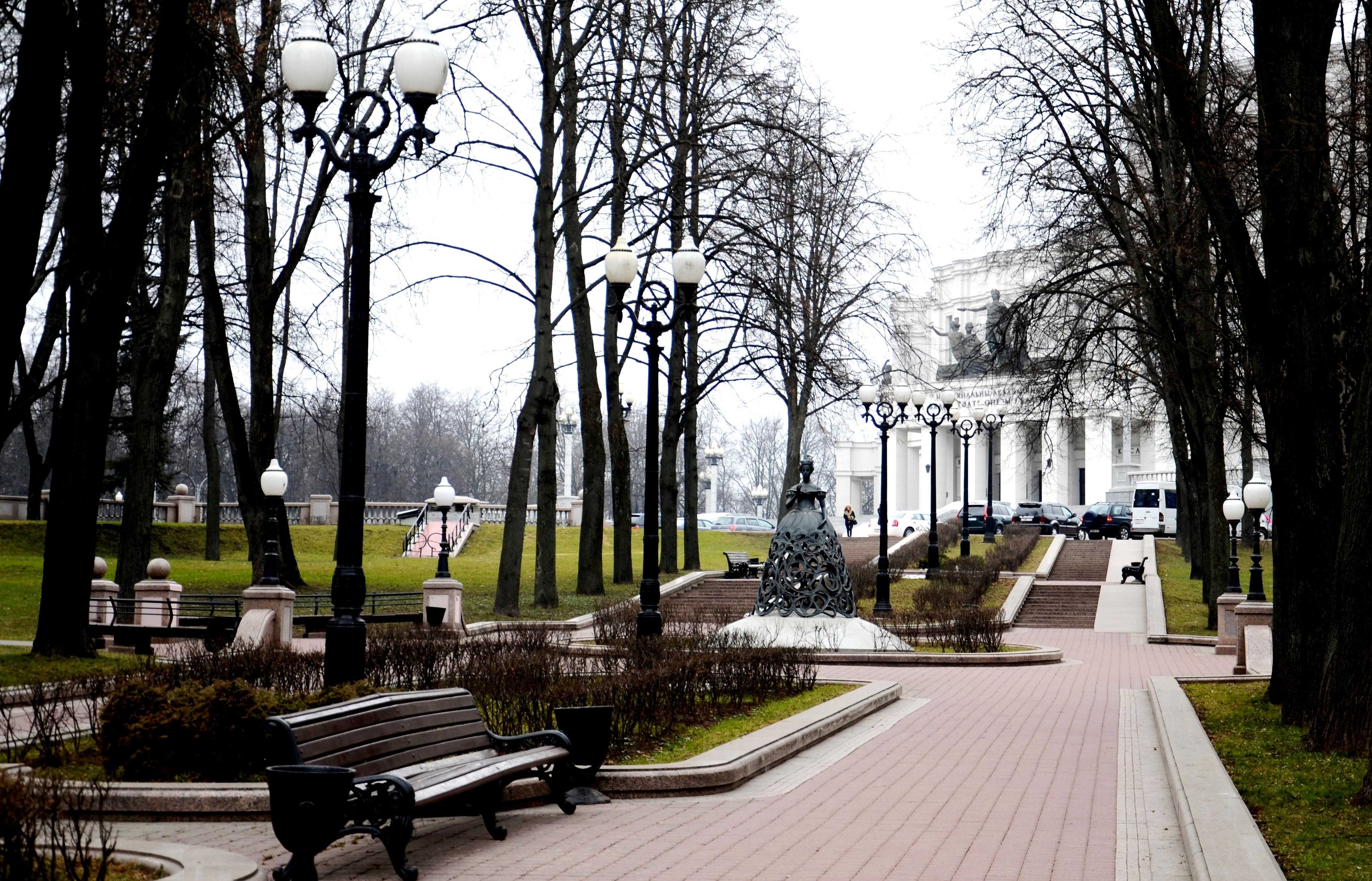
Allée menant au théâtre avec la sculpture La Muse de l'Opéra de, créée en 2008.

À l’époque de l’Union soviétique, le théâtre jouit d’une solide réputation grâce à ses troupes brillantes et ouvertes aux recherches artistiques, ce qui lui vaut l’appellation bolchoï (grand) et l’Ordre de Lénine en 1940 ainsi que l’adjectif académique en 1964.
Le théâtre part régulièrement en tournée dans les villes de l’Union soviétique, y compris à plusieurs reprises sur la scène la plus prestigieuse de toutes : le Bolchoï de Moscou.
En 1989, l’opéra La Chasse sauvage du Roi Stakh, inspiré de l’œuvre d'Ouladzimir Karatkievitch et devenu depuis un chef-d’œuvre, est présenté pour la première fois et est couronné de succès.
En 1996, à la suite d’une réorganisation, le théâtre se sépare en deux entités distinctes pour le ballet et l’opéra.

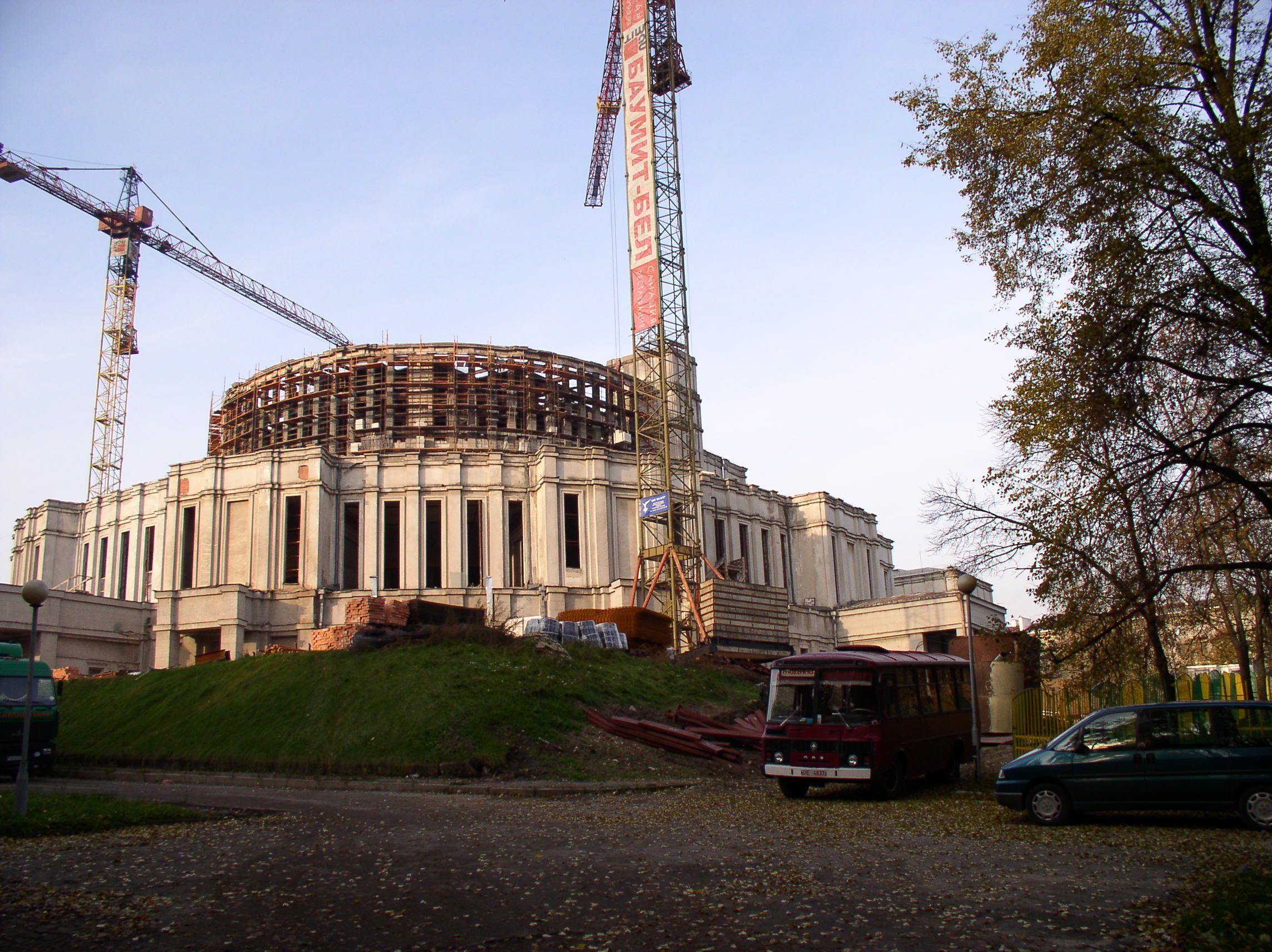
Reconstruction du théâtre en 2006

Les derniers travaux en date débutent en 2006. En 2009, une fois ces derniers terminés, les troupes de ballet et d’opéra fusionnent de nouveau pour former le Grand Théâtre national académique d'opéra et de ballet de la république de Biélorussie.
Entre 1995 et 2010, la troupe a tourné dans plus de trente pays du monde entier.

## Sources
- (ru) Смольский Б. С., Белорусский государственный ордена Ленина Большой театр оперы и балета, Minsk,‎ 1963
- (ru) Смольский Б. С., Белорусский музыкальный театр, Minsk,‎ 1963
- (ru) Чурко Ю. М., Белорусский балет, Minsk,‎ 1966